# José Beneyto Rostoll
José Beneyto Rostoll (Altea, 1882 - La Nucia, 22 de septiembre de 1936) fue un político y diplomático español, marqués de Campofértil. Se licenció en derecho por la Universidad de Valencia y se adscribió al cuerpo diplomático, ejerciendo como agregado en las embajadas españolas en París, Bucarest y Caracas. Se casó en segundas nupcias con Pilar Guillamas y Caro, Piñeiro y Szecheny, marquesa de Campofértil. Fue elegido diputado por el distrito de Pego por la fracción liberal-demócrata del Partido Liberal en las elecciones generales españolas de 1923.
Aunque durante la Segunda República española no intervino directamente en política al estallar la guerra civil española se escondió en Altea, donde fue descubierto y asesinado en La Nucia el 22 de septiembre de 1936.